# 托爾波木板教堂

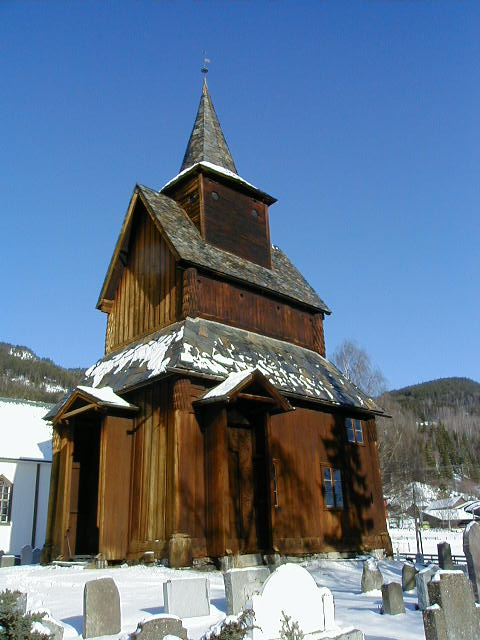

托爾波木板教堂（挪威語：Torpo stavkyrkje）是挪威的一座木板教堂，位於布斯克吕郡奧爾市镇。這座教堂修建於1192年。1875年，當地政府購買了這座教堂。

## 外部連結
- Torpo Stave Church in Stavkirke.org
- Torpo Stave Church photo gallery （页面存档备份，存于）

60°39′51″N 8°42′30″E / 60.66417°N 8.70833°E